# Jonathan Edwards (Leichtathlet)

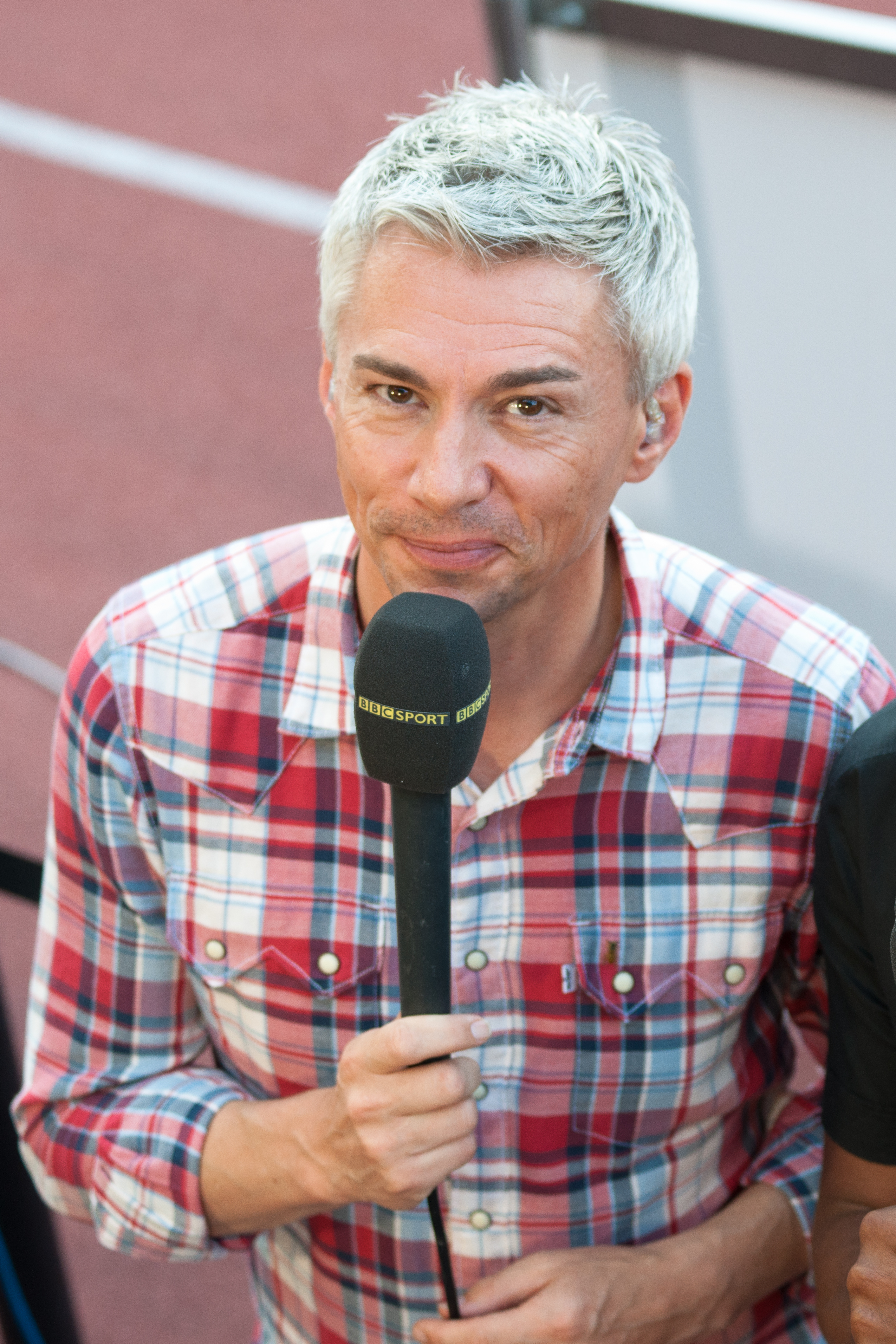
Jonathan Edwards (2012)

Jonathan David Edwards, CBE (* 10. Mai 1966 in London) ist ein ehemaliger britischer Dreispringer und Olympiasieger. Er ist der aktuelle Weltrekordhalter im Dreisprung und war 1995 der erste Dreispringer der Welt, der über 18 Meter sprang.
Edwards wurde als Sohn eines Vikars geboren. Sein erster Auftritt bei internationalen Wettkämpfen war mit einigen Hindernissen gespickt. Wegen seines damals streng christlichen Glaubens weigerte er sich zunächst, an Wettkämpfen teilzunehmen, die an einem Sonntag ausgetragen wurden. Dadurch verpasste er die Chance zur Teilnahme an den Weltmeisterschaften 1991. Bei den Olympischen Spielen 1992 in Barcelona schied er in der Qualifikation aus.
Zwei Jahre später, nach zahlreichen Diskussionen mit seinem Vater, änderte er diese Haltung. Er kam zu der Überzeugung, dass Gott ihm das Talent gegeben habe, um es auch im Wettkampf unter Beweis zu stellen. Bei den Weltmeisterschaften 1993 startete er in der Qualifikationsrunde erstmals an einem Sonntag und gewann im Finale Bronze.
Im Vorfeld der Weltmeisterschaften 1995 verbesserte Edwards am 18. Juli 1995 in Salamanca den zehn Jahre alten Weltrekord des US-Amerikaners Willie Banks um einen Zentimeter auf die neue Weite von 17,98 m. Der Wettkampf bei den Weltmeisterschaften in Göteborg drei Wochen später ging in die Geschichte ein: Mit seinem ersten Sprung landete Edwards bei der neuen Weltrekordweite von 18,16 m. 20 Minuten später verbesserte er in seinem zweiten Sprung den Rekord um weitere 13 Zentimeter und wurde mit dieser Weite von 18,29 m erstmals Weltmeister. Den Mercedes, den er als Prämie für den Gewinn des Weltmeistertitels erhielt, verkaufte Edwards und stiftete den Erlös in Höhe von 70.000 Euro unter Hinweis auf eine solche Familientradition für wohltätige Zwecke. Im gleichen Jahr wurde er von der BBC zum Sportler des Jahres gewählt.
Bei den Olympischen Spielen 1996 in Atlanta musste sich Edwards dem US-Amerikaner Kenny Harrison geschlagen geben und gewann die Silbermedaille. Auch in den folgenden Jahren stand er wiederholt bei internationalen Meisterschaften auf dem Treppchen: 1997 gewann er bei den Weltmeisterschaften in Athen Silber, 1998 sowohl bei den Halleneuropameisterschaften in Valencia wie auch bei den Europameisterschaften in Budapest Gold und 1999 bei den Weltmeisterschaften in Sevilla Bronze.
Dem Sieg bei Olympischen Spielen 2000 in Sydney folgte im Jahr darauf die Silbermedaille bei den Hallenweltmeisterschaften in Lissabon und der zweite Weltmeistertitel bei den Weltmeisterschaften in Edmonton. 2002 gewann er Gold bei den Commonwealth Games in Manchester und Bronze bei den Europameisterschaften in München.
Nach den Weltmeisterschaften 2003 in Paris/Saint-Denis, wo er nach einer Knöchelverletzung mit 16,31 m nur den zwölften Platz erreichte, beendete er seine Karriere.
Edwards, der 1987 erfolgreich ein Physikstudium an der University of Durham abschloss, schlug nach der Karriere eine Laufbahn in der Medienbranche ein und präsentierte bis 2007 im Fernsehprogramm der BBC die Sendung Songs of Praise, in der christliche Lieder gesungen wurden. Inzwischen hat Edwards sich vom Christentum und vom Glauben an göttliche Entitäten distanziert.
Edwards wirkte zudem als Vorstandsmitglied des London Organising Committee of the Olympic Games and Paralympic Games (LOCOG), das für die Planung und Organisation der Olympischen Spiele und der Paralympics 2012 in London verantwortlich war.

## Auszeichnungen
- Europas Sportler des Jahres (PAP) 1995
- Europas Sportler des Jahres (UEPS) 1995
- Champion des champions (international) 1995
- Welt-Leichtathlet des Jahres 1995
- Europas Leichtathlet des Jahres 1995, 1998
- Großbritanniens Sportler des Jahres 1995